# 茹利娅·苏亚雷斯
茹利娅·苏亚雷斯（葡萄牙語：Júlia Soares，2005年8月23日—），巴西女子竞技体操运动员，2023年世界竞技体操锦标赛女子团体全能银牌得主、2023年泛美运动会女子团体全能银牌得主、2024年夏季奥林匹克运动会女子团体全能铜牌得主。